# 魏尚綸
魏尚綸（1504年—？），字仲一，號東麓，河南鈞州儀衛司官籍（今禹州）山東滕縣人。明朝政治人物。

## 生平
嘉靖十年（1531年）辛卯科河南乡试第二名舉人，嘉靖十七年（1538年）戊戌科会试第九十六名，三甲二十二名進士。任兵科給事中，二十三年四月升刑科右，奉敕查核边儲。出为南直隸扬州府知府。累官山西兵備副使。

## 家族
曾祖魏通。祖父魏興。父魏宗，仪卫司典仗。母张氏。具庆下。兄魏尚經。弟魏尚纯，户部员外郎；魏尚絅。。